# Capăta, Bacău
Capăta (în trecut, Capota; în maghiară Kápota) este un sat în comuna Gura Văii din județul Bacău, Moldova, România.